# Penny (moneta decimale britannica)
La moneta britannica decimale da un penny (1p), prodotta dalla Zecca Reale (in inglese: Royal Mint), fu istituita il 15 febbraio 1971, giorno in cui la moneta del Regno Unito fu decimalizzata (convertita al sistema decimale), ed era di fatto disponibile presso le banche già da alcune settimane, in buste da una sterlina. La moneta, nota in principio come il "nuovo penny" (inglese: new penny), era inizialmente coniata in bronzo, ma a partire dal 1992 si è cominciato a coniarla in acciaio placcato in rame. Poiché questo è meno denso del bronzo, le monete in acciaio sono diventate leggermente più spesse, oltre che attratte dai magneti. Un penny pesa 3,56 grammi e ha il diametro di 20,32 millimetri.
Il penny è la centesima parte di una sterlina: 100 penny formano una sterlina.

Le monete da uno e due penny sono valuta legale solo fino alla cifra di 20 penny: ciò significa che si può rifiutare che il pagamento di un debito per somme maggiori di questa cifra avvenga in monete da 1 o 2 penny.
Al 30 marzo 2010 è stata calcolata una cifra complessiva di oltre 11 miliardi e 215 milioni di penny in circolazione.
L'aumento vertiginoso del prezzo del rame nella metà dell'ultimo decennio ha fatto sì che il valore del rame contenuto nelle monete antecedenti il 1992 avesse superato il valore nominale delle monete: ad esempio, nel maggio 2006 il valore intrinseco di una di queste monete era di circa 1,5 penny. Nel 2008 però il valore del rame è altrettanto rapidamente sceso.

## Tipi
Il rovescio originale della moneta, disegnato da Christopher Ironside e utilizzato dal 1971 al 2008, è una saracinesca coronata provvista di catene (un adattamento dello stemma di Enrico VII, che è attualmente simbolo del Palazzo di Westminster, con il numero "1" scritto al di sotto della saracinesca, e la scritta NEW PENNY (1971–1981) o ONE PENNY (1982–2008) sopra di essa.
Ad oggi, sono stati prodotti tre dritti. In ognuno di essi sono incisi la scritta ELIZABETH II D.G.REG.F.D. (ELIZABETH II DEI GRATIA REGINA FIDEI DEFENSOR, ovvero "Elisabetta II, per grazia di Dio Regina e Difensora della Fede) e l'anno. Nel tipo originale, entrambi I versi della moneta sono circondati da puntini.

### 1971–1984
Tra il 1971 e il 1974 si utilizzò il capo della regina Elisabetta II di Arnold Machin, in cui la regina indossa la tiara "Girls of Great Britain and Ireland".

Le parole NEW PENNY furono utilizzate sino al 1981. A partire dal 1982 l'iscrizione fu sostituita con ONE PENNY.

Questa versione fu coniata in bronzo.

### 1985–1997
Fra il 1975 e il 1997 si utilizzò il capo della regina Elisabetta II di Raphael Maklouf, in cui la regina indossa il Diadema di Stato di Giorgio IV.

Questa versione fu coniata in bronzo fino al 1992, poi in acciaio placcato in rame.

### 1998–2008
A partire dal 1998 si utilizzò il capo della regina Elisabetta II di Ian Rank-Broadley, dove la regina porta nuovamente la tiara. Sotto il ritratto, si legge la firma IRB.

### 2008–
Nell'agosto 2005 la Zecca Reale istituì una competizione per trovare dei nuovi rovesci a eccezione della moneta da due sterline. Il vincitore, annunciato nell'aprile del 2008, fu Matthew Dent, il cui disegno venne gradualmente introdotto nel conio circolante a partire dall'estate del 2008. I tipi per le monete da 1, 2, 5, 10, 20 e 50 penny ritraggono sezioni dello scudo reale che formano l'intero scudo quando accostate. Lo scudo nella sua interezza è ritratto nella moneta da una sterlina. La moneta da un penny ritrae la parte sinistra tra il primo e il terzo quarto dello scudo, la quale rappresenta l'Inghilterra e l'Irlanda del Nord. Il dritto della moneta rimane sostanzialmente invariato, ad eccezione della circonferenza di punti presso il perimetro della moneta, che è stata eliminata dal dritto come dal rovescio.

## Monete coniate
Composizione in bronzo

1971 ~ 1.521.666.250 

1972 ~ Esclusivamente in set di prova 

1973 ~ 280.196.000 

1974 ~ 330.892.000 

1975 ~ 221.604.000 

1976 ~ 300.160.000 

1977 ~ 285.430.000 

1978 ~ 292.770.000 

1979 ~ 459.000.000 

1980 ~ 416.304.000 

1981 ~ 301.800.000 

1982 ~ 100.292.000 

1983 ~ 243.002.000 

1984 ~ 154.759.625 

1985 ~ 200.605.245 

1986 ~ 369.989.130 

1987 ~ 499.946.000 

1988 ~ 793.492.000 

1989 ~ 658.142.000 

1990 ~ 529.047.500 

1991 ~ 206.457.600 

Nuova composizione in acciaio placcato in rame

1992 ~ 253.867.000 

1993 ~ 602.590.000 

1994 ~ 843.834.000 

1995 ~ 303.314.000 

1996 ~ 723.840.060 

1997 ~ 396.874.000 

1998 ~ 739.770.000 

1999 ~ 891.392.000 

2000 ~ 1.060.364.000 

2001 ~ 928.802.000 

2002 ~ 601.446.000 

2003 ~ 539.436.000 

2004 ~ 739.764.000 

2005 ~ 378.752.000 

2006 ~ 524.605.000 

2007 ~ 548.002.000 

2008 ~ 180.600.000 (rovescio ancora di Cristopher Ironside)

Tipo di Matthew Dent

2008 ~ 507.952.000 

2009 ~ 469.207.800 

2010 ~ 421.002.000